# یخ‌ماهی باله‌سیاه
یخ‌ماهی باله‌سیاه (نام علمی: Chaenocephalus aceratus) نام یک گونه از زیرراسته یخ‌ماهی است.